# Czas przekąski w fabryce
Czas przekąski w fabryce (ang. Snack Time in a Factory) – obraz olejny, namalowany w 1941 przez angielskiego malarza Rolanda Viviana Pitchfortha, znajdujący się w zbiorach Imperial War Museum w Londynie.

## Opis
Obraz przedstawia trzech brytyjskich robotników w trakcie posiłku w fabryce. Pierwszy z prawej, w masce spawalniczej na głowie i gazetą pod lewą pachą, pije z metalowego kubka. Robotnik w czapce, odwrócony do widza plecami, spożywa kanapkę; natomiast trzeci trzyma swoją czapkę w lewej dłoni, drapiąc się po głowie.
Roland Vivian Pitchforth namalował ten obraz w roku 1941, podczas II wojny światowej. Pełne zaangażowanie społeczeństwa brytyjskiego było warunkiem zwycięstwa nad Niemcami – praca robotników w fabrykach, dzięki której Brytyjskie Siły Zbrojne otrzymywały nowoczesne uzbrojenie, była jednym z kluczowych czynników decydujących o tym zwycięstwie.